# Artur Cuyàs i Armengol
Artur Cuyàs i Armengol (Barcelona, 25 d'abril de 1845- Madrid 1925) fou un periodista i escriptor català.

## Biografia
Fill d'Antoni Cuyàs i Ribot comerciant de Barcelona i Flomena Armengol i Lastra natural de Bayamo a l'illa de Cuba, va néixer al carrer Rech, 5 de Barcelona.
Estudià a Barcelona, però marxà molt jove als Estats Units per a col·laborar en els negocis familiars. Establert a Nova York, compaginà els negocis amb el periodisme i el 1864 era redactor de La Crónica de Nueva York, El Cronista i Las Novedades, corresponsal de La Época i El Imparcial, de Madrid, Diario de Barcelona, i Diario de la Marina i La Voz de Cuba, de l'Havana, alhora que col·laborava també a la Revista Ilustrada de México.
Es mostrà partidari del domini espanyol a Cuba i s'especialitzà en economia i en immigració als Estats Units. Defensà Maximilià I de Mèxic, que li concedí la condecoració de Nostra Senyora de Guadalupe. Fundà i dirigí la revista catalana La Llumanera de Nova York del 1874 al 1881, il·lustrada per Felip Cusachs, la més important dels catalans emigrats a Amèrica, des d'on defensà els interessos dels burgesos catalans a Cuba. El 1876 contactà amb la Societat de Beneficència de Naturals de Catalunya per tal de distribuir la revista a Cuba. Fou un membre eminent de la comunitat espanyola als Estats Units, i també un dels fundadors del Cercle Colón Cervantes i president de la Junta Patriótica Española a Nova York.
Alguns cubans que lluitaven per la independència de l'illa el denunciaren com a agent espanyol en plena guerra entre els Estats Units i Espanya (1898), raó per la qual fou perseguit pel govern dels Estats Units. Aleshores va tornar a Espanya, on el govern li donà la condecoració d'Isabel la Catòlica. Viatjà a la Gran Bretanya, on conegué Robert Baden-Powell i s'interessà per l'escoltisme. El 1915 s'instal·là a Madrid, on dirigí la revista El Hogar Español i promogué el Moviment Escolta a Espanya. També fou nomenat comissari general dels Exploradores de España.
Interessat per la cultura anglosaxona i la formació de la joventut, publicà un diccionari castellà-anglès i que ha tingut nombroses edicions i fou adoptat oficialment per les acadèmies militars i navals, les universitats estatunidenques i també a països com Cuba, Puerto Rico i Filipines. És considerat el primer lexicògraf que pensà a incloure la pronúncia figurada en els diccionaris.

## Obres
- The devil's auction (1868), peça de teatre
- La llengua anglesa (1874) poema
- Diccionario español-inglés e inglés-español (1876)
- Estudio sobre la inmigración en los Estados Unidos (1881)
- Catálogo de industrias norteamericanas (1887)
- The Cuban question in its true light (1895)
- Spanish rule, in Cuba (1896)
- New constitutional laws for the island of Cuba (1897)
- Desde México (1897)
- Los Exploradores de España: ¿Qué son? ¿Qué hacen? (1912)
- Hace falta un muchacho (1913)